# Jorge Semprún
Jorge Semprún Maura (n. 10 decembrie 1923, Madrid, Noua Castilie⁠(d), Spania – d. 7 iunie 2011, Paris, Île-de-France, Franța) a fost un scriitor spaniol. Opera sa literară, scrisă cu precădere în franceză, este caracterizată de dorința de a da mărturie împotriva uitării. Semprún a fost în timpul celui de-al doilea război mondial membru al Résistance și luptător contra dictaturii lui Francisco Franco. Ca scriitor a rămas atașat valorilor rezistenței comune în fața abuzurilor de putere. Scrierile sale autobiografice sunt o mărturie împotriva deportărilor, războaielor și exilului.

## Familia și studiile
Bunicul său matern, Antonio Maura, a fost de cinci ori premier al Spaniei. Tatăl său, José María Semprún Gurrea (1893–1966), a fost un politician liberal.
În 1936, la izbucnirea războiului civil spaniol, familia s-a refugiat în exil. Tatăl lui Jorge Semprún a organizat fuga în Olanda, unde era ambasador. În 1939, după victoria regimului generalului Franco, familia a plecat mai departe la Paris, unde Jorge Semprún a obținut bacalaureatul la prestigiosul Lycée Henri-IV. După bacalaureat a început studiul filosofiei la Universitatea Sorbonne.

## Membru al rezistenței
În anul 1942 a devenit membru al Partido Comunista de España (PCE). În anul 1943 a fost arestat de Gestapo în Auxerre, de unde a fost transportat în ianuarie 1944 în Lagărul de concentrare Buchenwald.

## Scenarist de film
Jorge Semprún a scris împreună cu regizorul Costa-Gavras scenariul pentru filmul Z (1969), care a câștigat Premiul Oscar pentru cel mai bun film străin în anul 1970.